# USS John F. Kennedy (CV-67)
«Джон Кеннеди» (англ. USS John F. Kennedy (CV-67)) — американский авианосец, четвёртый и последний корабль типа «Китти-Хок». Назван в честь Джона Фицджеральда Кеннеди, 35-го президента США.

## История
Заложен 22 октября 1961 года, спущен на воду 27 мая 1967 года, введён в состав флота 7 сентября 1968 года, выведен из состава флота 1 августа 2007 года.
1975 год — столкновение авианосца «Джон Ф. Кеннеди» с крейсером «Белкнап» в Средиземном море (надстройки крейсера, выполненные из лёгких алюминиевых сплавов, были практически полностью уничтожены огнём).
Изначально по проекту «Джон Кеннеди» должен был быть построен с ядерной силовой установкой, но в процессе строительства проект был изменён, и авианосец получил паротурбинную энергетическую установку.
Большая часть походов на боевое дежурство осуществлялась в Средиземное море. После нескольких столкновений с другими судами получил прозвище «Консервный нож».
Не считая ремонта, авианосец прослужил около 40 лет, церемония вывода из состава флота состоялась 1 августа 2007 года.
В начале октября 2021 года стало известно, что флот США готов продать авианосец за символическую сумму в 1 цент.
В феврале 2025 прибыл в Браунсвилл, штат Техас, на слом.

## Место дислокации
- База ВМС США Мэйпорт до 2007 г.
- База резерва ВМФ США в Филадельфии, штат Пенсильвания — современное место швартовки на реке Делавэр
- Выведен из Регистра Военных судов 20.10.17г.

## Интересные факты
В фильме «2012» именно этот авианосец обрушивается на Белый дом в Вашингтоне вместе с гигантской волной цунами.